# Clap Your Hands
Clap Your Hands é uma canção do DJ e produtor musical francês David Guetta com o duo eletrônico GLOWINTHEDARK. Foi lançado como o segundo single oficial do sexto álbum de estúdio de Guetta, "Listen" (2014).

## Desempenho nas paradas
| Parada (2015)                                 | Melhor posição |
| --------------------------------------------- | -------------- |
| Bélgica (Ultratip Bubbling Under de Flandres) | 35             |
| Bélgica (Ultratop Dance de Flandres)          | 38             |
| França (SNEP)                                 | 166            |

## Histórico de lançamento
| Região | Data                   | Formato          | Gravadora               |
| ------ | ---------------------- | ---------------- | ----------------------- |
| França | 27 de novembro de 2015 | Descarga digital | What A Music Parlophone |